# Gustaf Nilsson
Håkan Gustaf Nilsson (Falkenberg, 23 de mayo de 1997) es un futbolista sueco que juega de delantero en el Club Brujas de la Primera División de Bélgica.

## Trayectoria
El 22 de enero de 2016 firmó un precontrato de cuatro años con el equipo danés Brøndby IF a partir del verano de 2016. Desde el 5 de enero de 2021 hasta el verano de 2022 jugó en el SV Wehen Wiesbaden de la 3. Liga alemana.

## Selección nacional
Debutó con la selección nacional de Suecia el 7 de enero de 2018 en un partido amistoso contra Estonia. El 11 de enero de 2018 marcó en el minuto 90 para dar la victoria a su país por 1-0 en un amistoso contra Dinamarca.

## Estadísticas

### Clubes
Actualizado al último partido disputado el 30 de octubre de 2024.
| Club                                  | Div.          | Temporada     | Liga  | Liga  | Copas nacionales | Copas nacionales | Copas internacionales | Copas internacionales | Total | Total |
| Club                                  | Div.          | Temporada     | Part. | Goles | Part.            | Goles            | Part.                 | Goles                 | Part. | Goles |
| ------------------------------------- | ------------- | ------------- | ----- | ----- | ---------------- | ---------------- | --------------------- | --------------------- | ----- | ----- |
| Falkenbergs FF · Suecia               | 1.ª           | 2014          | 5     | 1     | 0                | 0                | ―                     | ―                     | 5     | 1     |
| Falkenbergs FF · Suecia               | 1.ª           | 2015          | 23    | 8     | 0                | 0                | ―                     | ―                     | 23    | 8     |
| Falkenbergs FF · Suecia               | 1.ª           | 2016          | 5     | 1     | 3                | 1                | ―                     | ―                     | 8     | 2     |
| Brøndby IF Dinamarca                  | 1.ª           | 2016-17       | 11    | 1     | 3                | 0                | ―                     | ―                     | 14    | 1     |
| Brøndby IF Dinamarca                  | Total club    | Total club    | 11    | 1     | 3                | 0                | 0                     | 0                     | 14    | 1     |
| Silkeborg IF Dinamarca                | 1.ª           | 2017-18       | 31    | 8     | 5                | 2                | ―                     | ―                     | 36    | 10    |
| Silkeborg IF Dinamarca                | Total club    | Total club    | 31    | 8     | 5                | 2                | 0                     | 0                     | 36    | 10    |
| Vejle Boldklub Dinamarca              | 1.ª           | 2018-19       | 21    | 2     | 1                | 2                | ―                     | ―                     | 22    | 4     |
| Vejle Boldklub Dinamarca              | Total club    | Total club    | 21    | 2     | 1                | 2                | 0                     | 0                     | 22    | 4     |
| BK Häcken · Suecia                    | 1.ª           | 2019          | 11    | 1     | 0                | 0                | ―                     | ―                     | 11    | 1     |
| BK Häcken · Suecia                    | 1.ª           | 2020          | 8     | 1     | 2                | 0                | ―                     | ―                     | 10    | 1     |
| BK Häcken · Suecia                    | Total club    | Total club    | 19    | 2     | 2                | 0                | 0                     | 0                     | 21    | 2     |
| Falkenbergs FF · Suecia               | 1.ª           | 2020          | 6     | 0     | 0                | 0                | ―                     | ―                     | 6     | 0     |
| Falkenbergs FF · Suecia               | Total club    | Total club    | 39    | 10    | 3                | 1                | 0                     | 0                     | 42    | 11    |
| SV Wehen Wiesbaden · Alemania         | 3.ª           | 2020-21       | 14    | 3     | 0                | 0                | ―                     | ―                     | 14    | 3     |
| SV Wehen Wiesbaden · Alemania         | 3.ª           | 2021-22       | 30    | 14    | 1                | 0                | ―                     | ―                     | 31    | 14    |
| SV Wehen Wiesbaden · Alemania         | 3.ª           | 2022-23       | 1     | 1     | 0                | 0                | ―                     | ―                     | 1     | 1     |
| SV Wehen Wiesbaden · Alemania         | Total club    | Total club    | 45    | 18    | 1                | 0                | 0                     | 0                     | 46    | 18    |
| Royale Union Saint-Gilloise · Bélgica | 1.ª           | 2022-23       | 30    | 5     | 5                | 3                | 9                     | 2                     | 44    | 10    |
| Royale Union Saint-Gilloise · Bélgica | 1.ª           | 2023-24       | 35    | 16    | 4                | 0                | 10                    | 1                     | 49    | 17    |
| Royale Union Saint-Gilloise · Bélgica | Total club    | Total club    | 65    | 21    | 9                | 3                | 19                    | 3                     | 93    | 27    |
| Club Brujas · Bélgica                 | 1.ª           | 2024-25       | 9     | 3     | 2                | 1                | 1                     | 0                     | 12    | 4     |
| Club Brujas · Bélgica                 | Total club    | Total club    | 9     | 3     | 2                | 1                | 1                     | 0                     | 12    | 4     |
| Total carrera                         | Total carrera | Total carrera | 240   | 65    | 26               | 9                | 20                    | 3                     | 286   | 77    |

## Palmarés

### Títulos nacionales
| Título               | Club                 | País    | Año  |
| -------------------- | -------------------- | ------- | ---- |
| Copa de Bélgica      | Union Saint-Gilloise | Bélgica | 2024 |
| Copa de Bélgica      | Club Brujas          | Bélgica | 2025 |
| Supercopa de Bélgica | Club Brujas          | Bélgica | 2025 |